# Municipio de Churchill
El municipio de Churchill (en inglés: Churchill Township) es un municipio ubicado en el condado de Ogemaw en el estado estadounidense de Míchigan. En el año 2010 tenía una población de 1713 habitantes y una densidad poblacional de 18,38 personas por km².

## Geografía
El municipio de Churchill se encuentra ubicado en las coordenadas 44°17′51″N 84°4′6″O / 44.29750, -84.06833. Según la Oficina del Censo de los Estados Unidos, el municipio tiene una superficie total de 93.22 km², de la cual 92,03 km² corresponden a tierra firme y (1,28 %) 1,19 km² es agua.

## Demografía
Según el censo de 2010, había 1713 personas residiendo en el municipio de Churchill. La densidad de población era de 18,38 hab./km². De los 1713 habitantes, el municipio de Churchill estaba compuesto por el 98,19 % blancos, el 0,29 % eran amerindios, el 0,12 % eran asiáticos, el 0,29 % eran isleños del Pacífico, el 0,12 % eran de otras razas y el 0,99 % eran de una mezcla de razas. Del total de la población el 1,05 % eran hispanos o latinos de cualquier raza.